# خانه لاود
خانه لاود (انگلیسی: The Loud House)  که در ایران با نام خانه پر سر و صدا شناخته می‌شود سریال انیمیشنی آمریکایی ساخته کریس ساوینو محصول شبکه نیکلودئون است. داستان دربارهٔ زندگی پسری بنام لینکن  است که در خانواده‌ای بزرگ با ۱۰ خواهر زندگی می‌کند و به همراه دوستش کلاید مک براید ماجراهای زیادی انجام می‌دهند.
دوبله فارسی این انیمیشن در شبکه ام‌بی‌سی پرشیا در حال پخش است. فیلمی با  نام "قلعه لاود" که مرتبط با این انیمیشن است در سال ۲۰۲۱ منتشر شد.